# 香港大會堂紀念花園

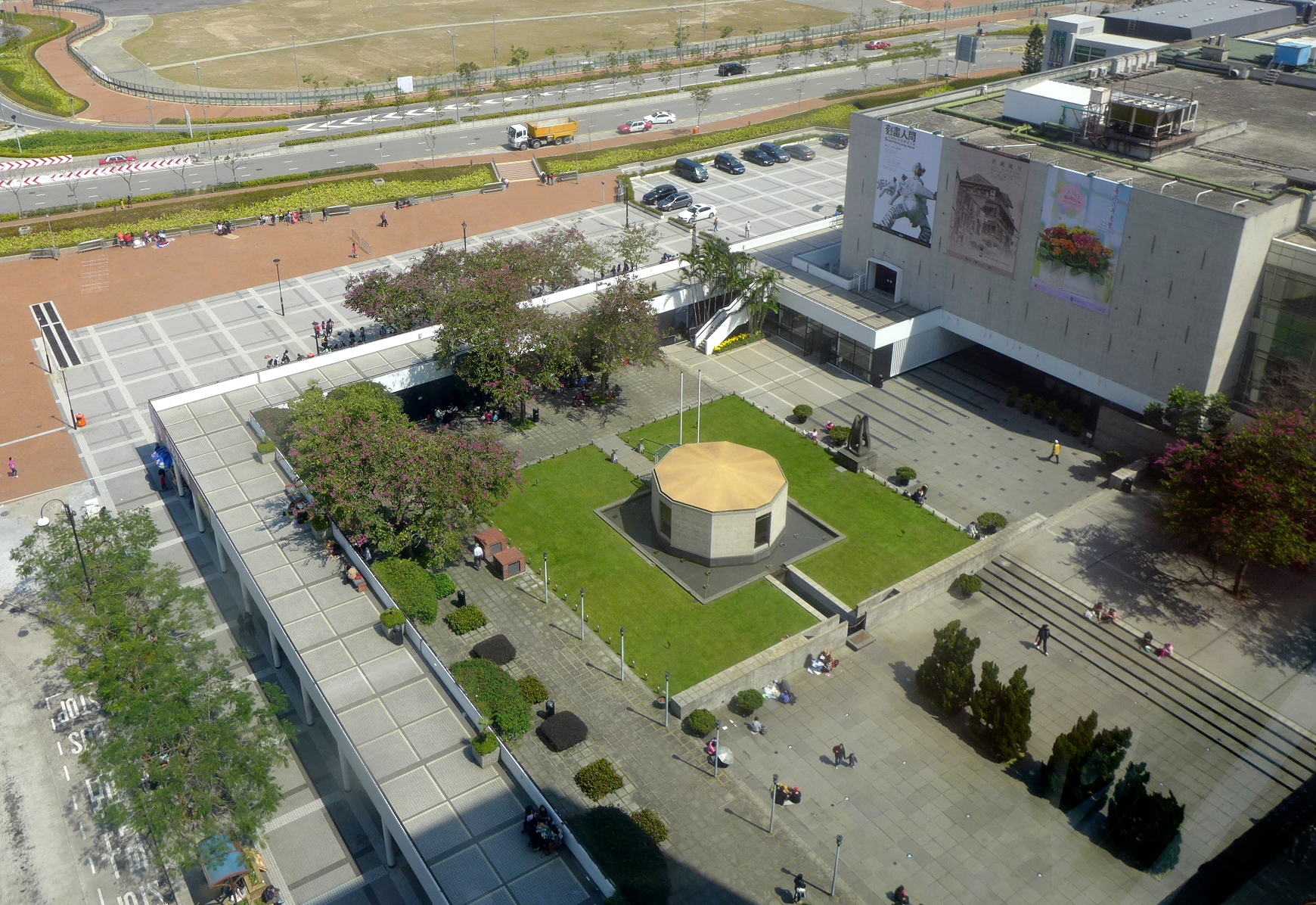
大會堂紀念花園

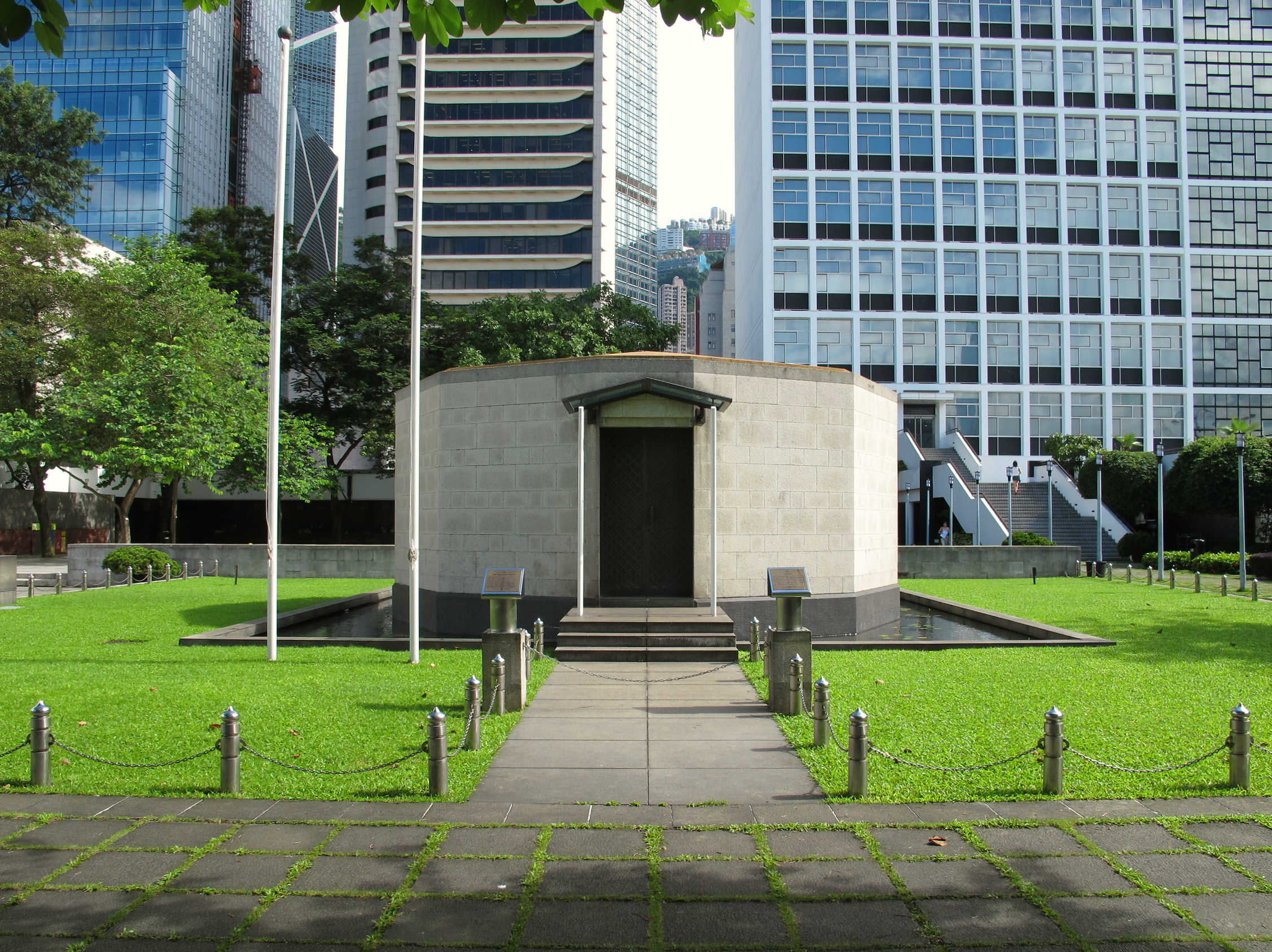
十二邊形紀念龕，右後方可見通往婚姻註冊處的梯階

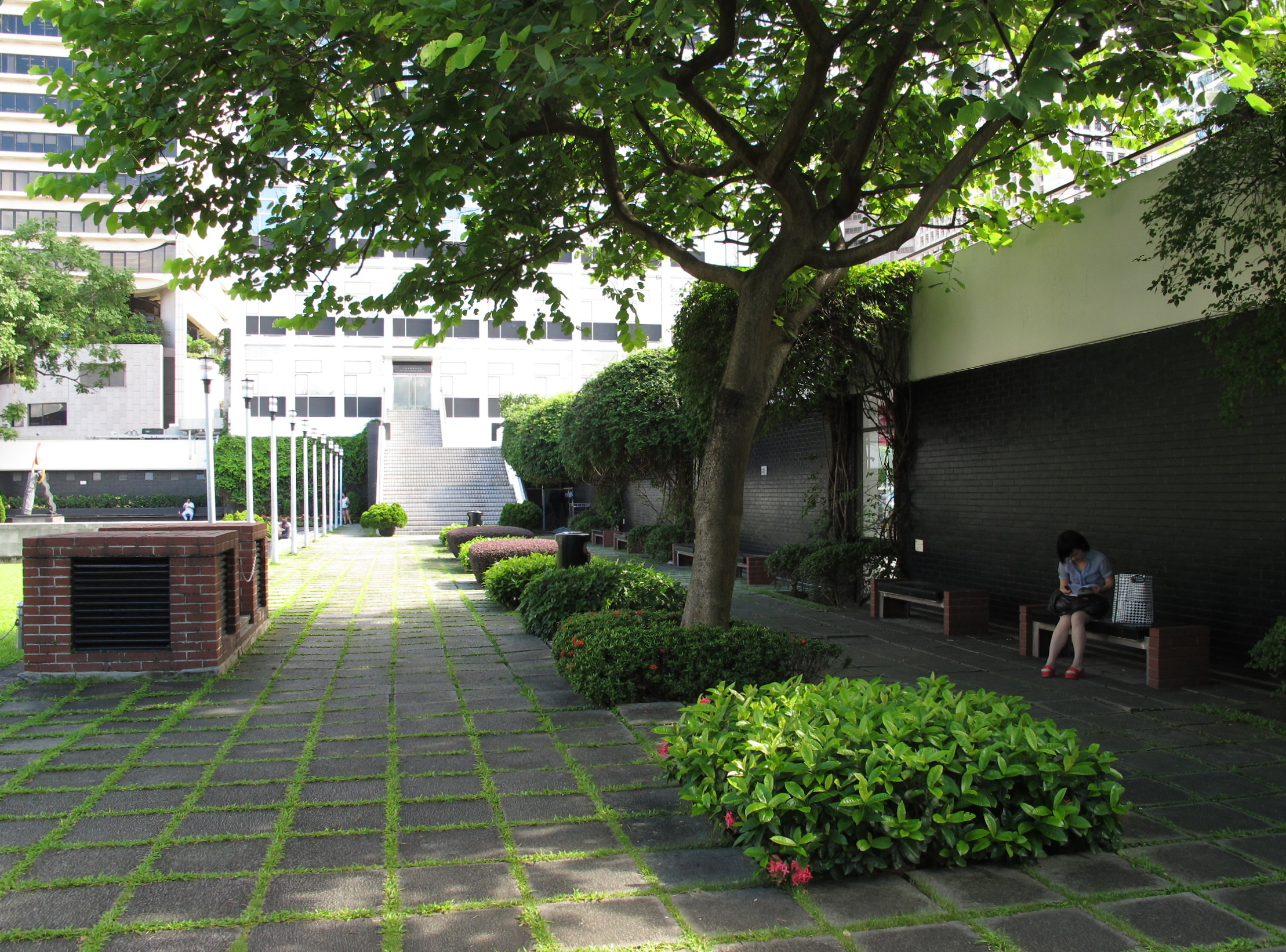
紀念花園閒座區

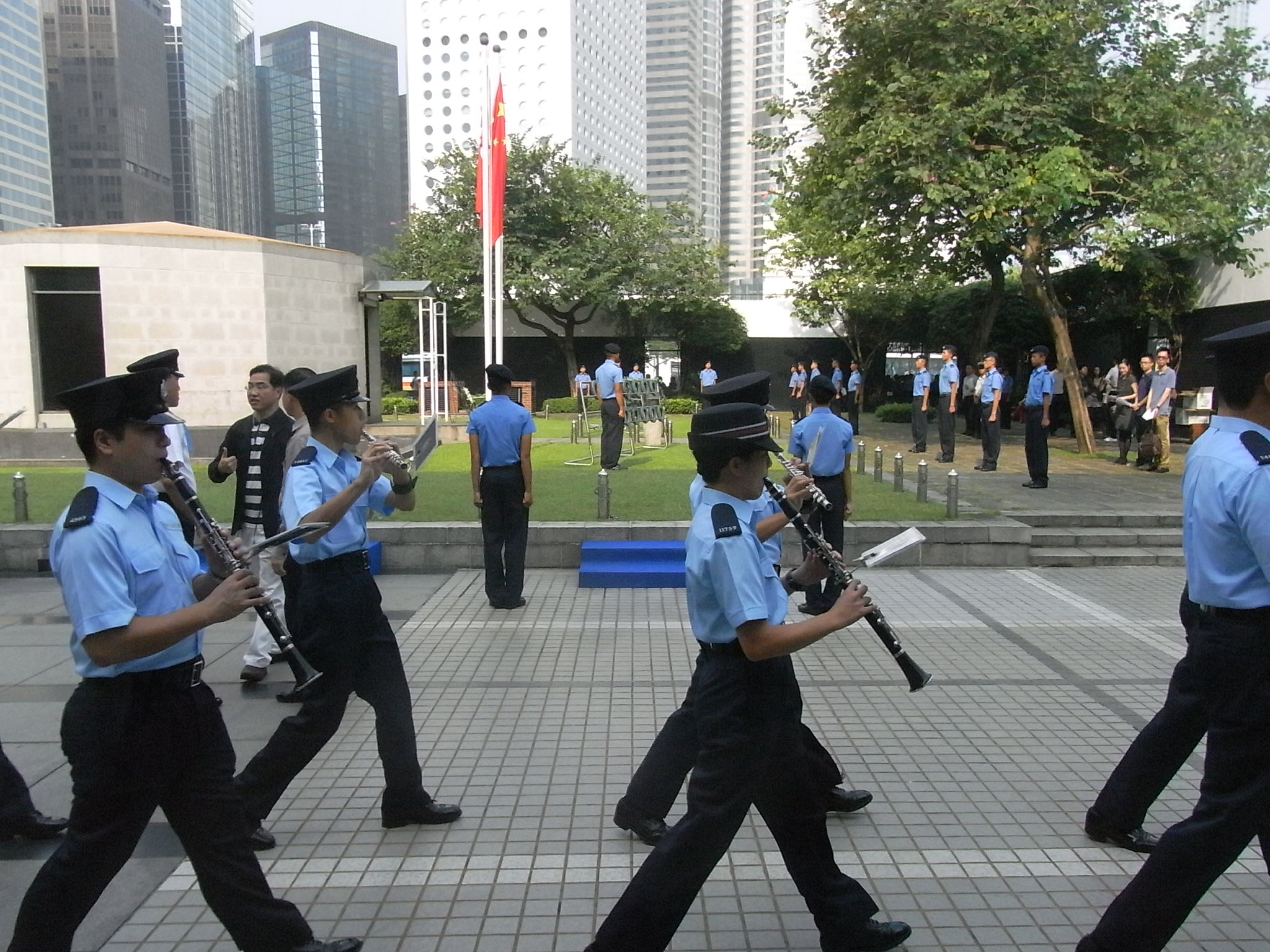
2012年重陽節舉行悼念第二次世界大戰中為香港捐軀的先烈的紀念儀式

大會堂紀念花園（英語：The City Hall Memorial Garden）是位於香港大會堂高座與低座之間的花園，為紀念在1941至1945年間，於香港保衛戰中捐軀的軍民而興建，花園外圍有「L」形的行人走廊，上方連結大會堂平台，花園及行人走廊面積合共4,950平方米。
由於鄰近大會堂高座的婚姻註冊處，連接婚姻註冊處和紀念花園的梯級，成為新人及親友拍照留念的熱門地點。

## 設計佈局
在高座及低座的入口各設置有一扇銅門，銅門的十字形鏤空花紋上鑲有一對雙龍皇家香港軍團紋章銅雕，銅門兩旁有中英對照的兩段文字：
 「此銅門為紀念香港義勇軍在戰時保土殉職及於一九四一年至一九四五年不幸身故者而建。鐫此以垂不朽，香港政府謹識。」

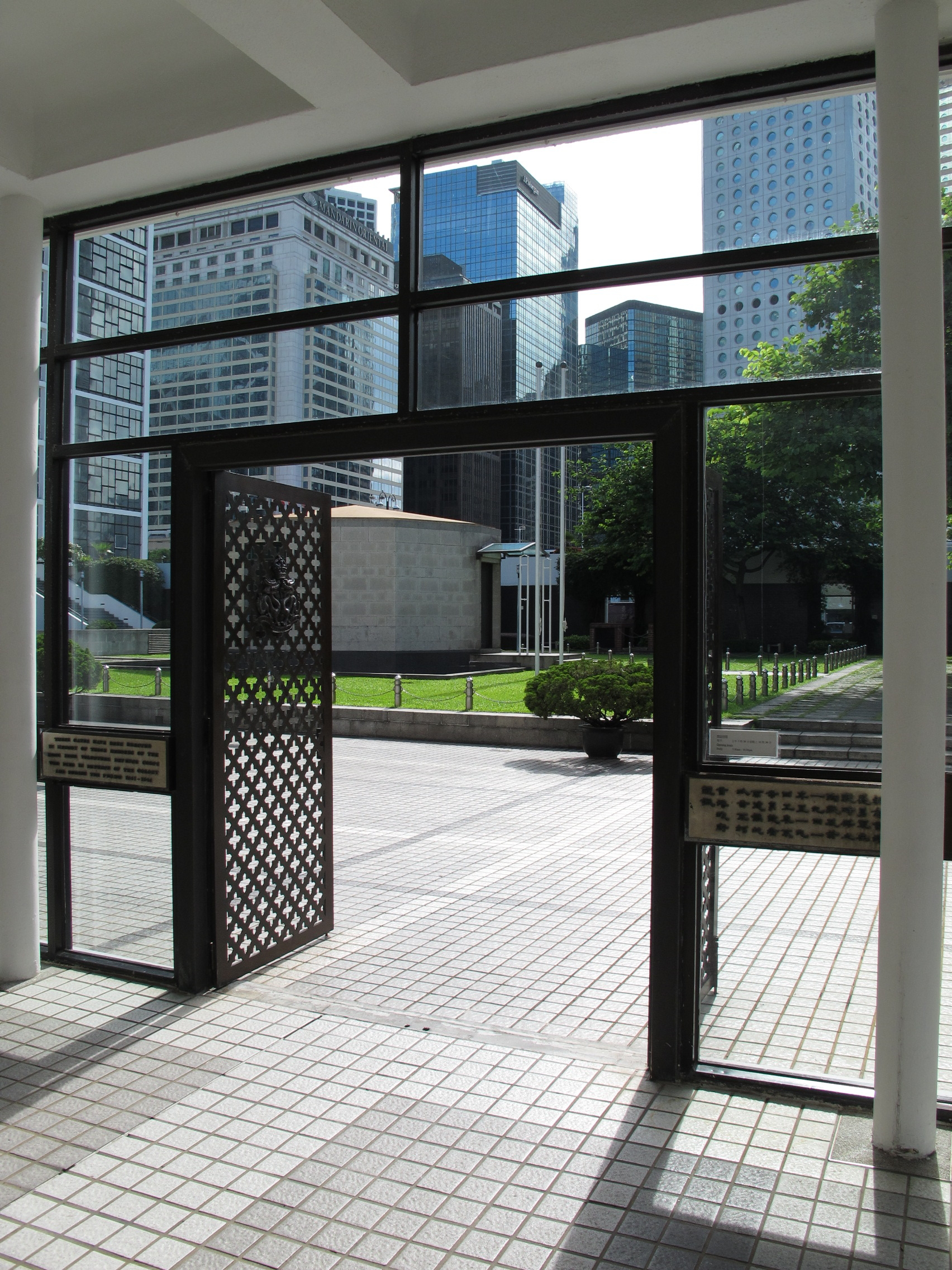
低座入口的銅門
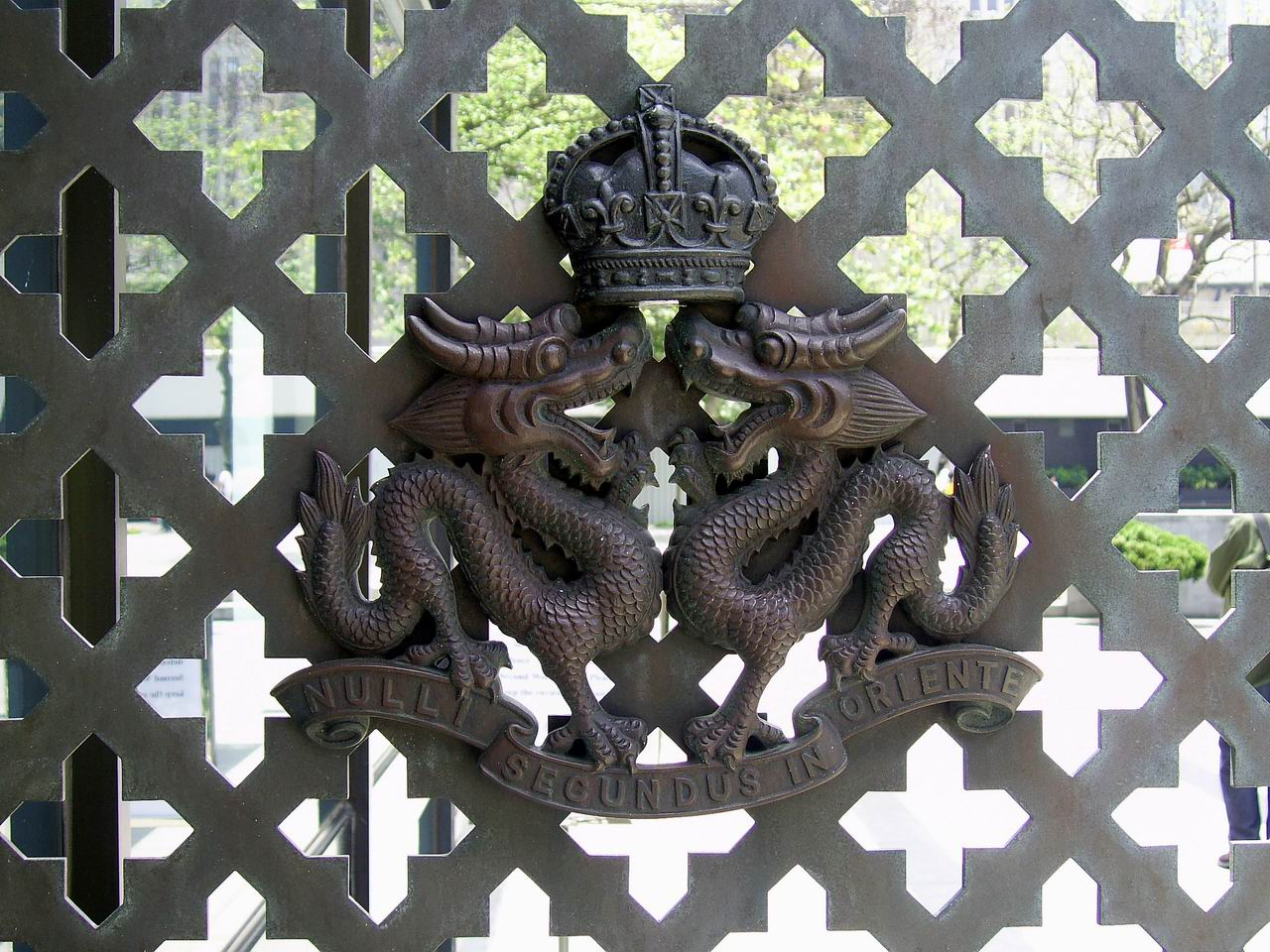
鐵門上皇家香港軍團的紋章，上面的拉丁語意為「冠絕東方」。
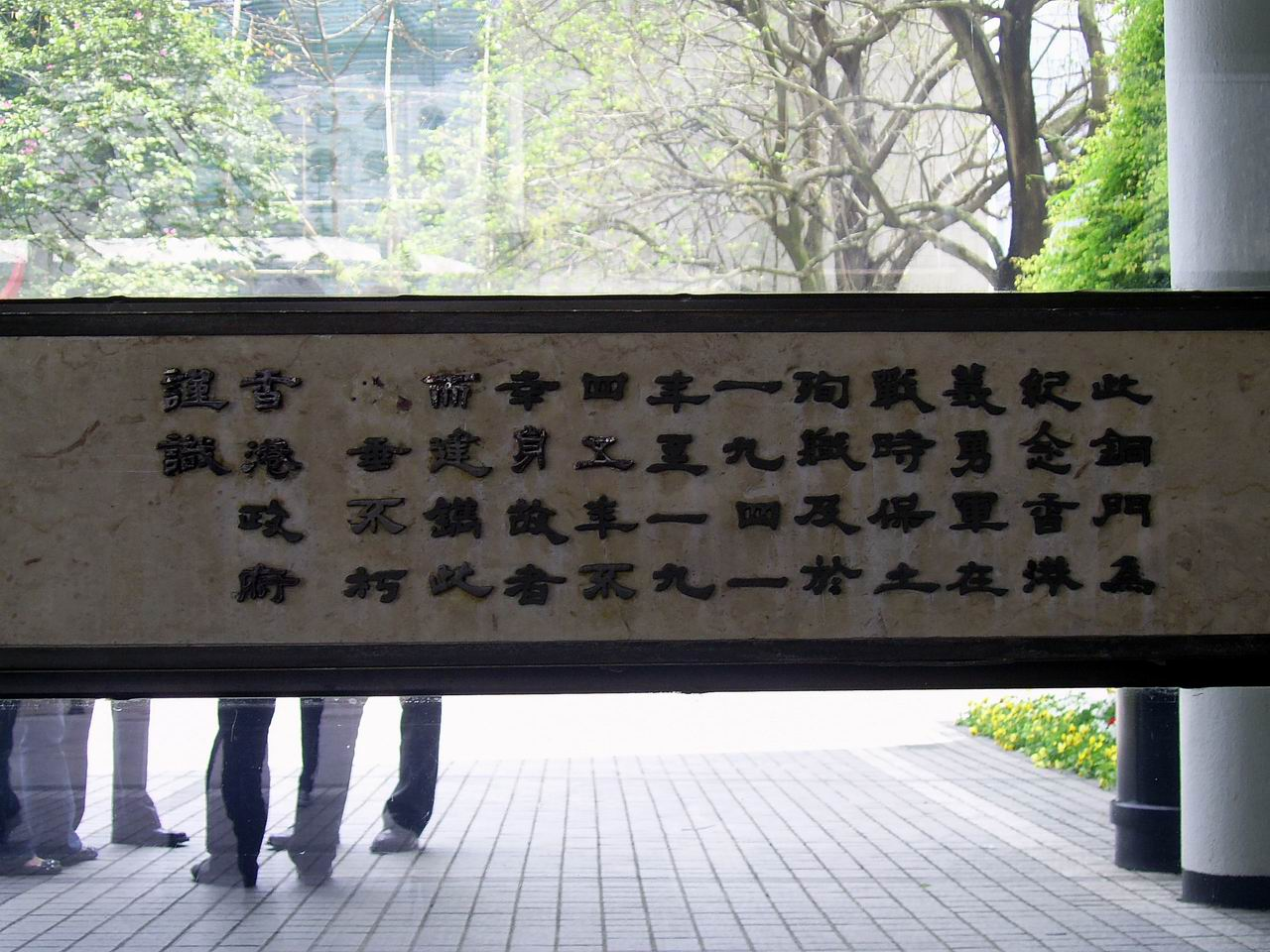
銅門的中文說明
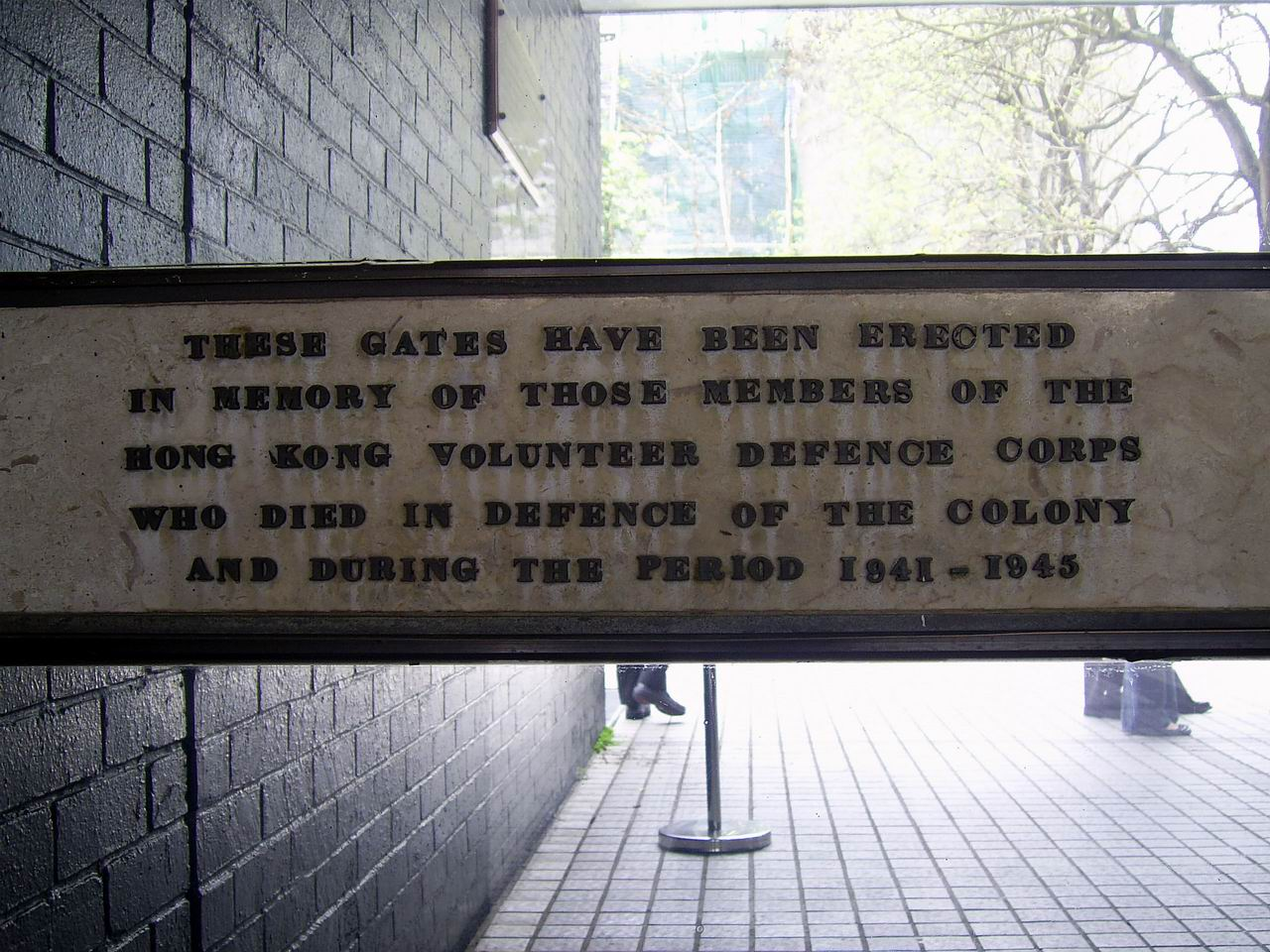
銅門的英文說明

紀念花園的低窪花園內有水池連接一座十二邊形的紀念龕，內存1,000多位陣亡者的名冊和鑄刻陣亡隊伍名字的木匾，牆上並鑲有「英靈不滅、浩氣長存」八個字。

## 紀念儀式
紀念花園是舉行悼念第二次世界大戰中為香港捐軀者的主要地點之一，自大會堂紀念花園修建完成後，主要政府官員、駐港英軍、香港義勇軍、行政局及立法局議員、退伍軍人代表、香港聖公會及香港天主教教區代表、外國駐港使節等等，都會出席每年在重光紀念日舉行的悼念儀式，各代表在紀念龕獻上花圈，由香港義勇軍吹奏安息號，眾人默哀，英軍儀仗隊在儀式末端一同向天鳴槍三次向捐軀英靈致敬。香港主權移交後，悼念二戰犧牲者的重光紀念日被特區政府取消，悼念活動的安排亦有所改動，悼念儀式改為分別在每年8月的第二個星期日及重陽節舉行。
每年8月第二個週日的悼念儀式主要由香港戰俘協會及皇家香港軍團協會舉辦，紀念香港脫離日本佔領及悼念為保衛香港而捐軀的將士。出席儀式的包括曾經參戰的退伍軍人、政府及外國駐港領事館派出的代表。儀式先在花園內的神龕前默哀，之後獻上花圈及敬禮。
政府官方儀式定於每年的重陽節，儀式於早上開始，出席嘉賓、抗戰老兵和學生代表肅立，為先烈默哀兩分鐘後，警察步槍儀仗隊鳴槍，香港警察樂隊奏起國歌和哀樂，隨後不同界別嘉賓包括香港政府高層官員、行政會議員、立法會議員、司法機構代表、中央人民政府駐港機構代表、外國使節、宗教領袖、社會賢達、原東江縱隊港九獨立大隊成員、退伍軍人團體及代表、各制服團隊及學生代表等獻上花圈。

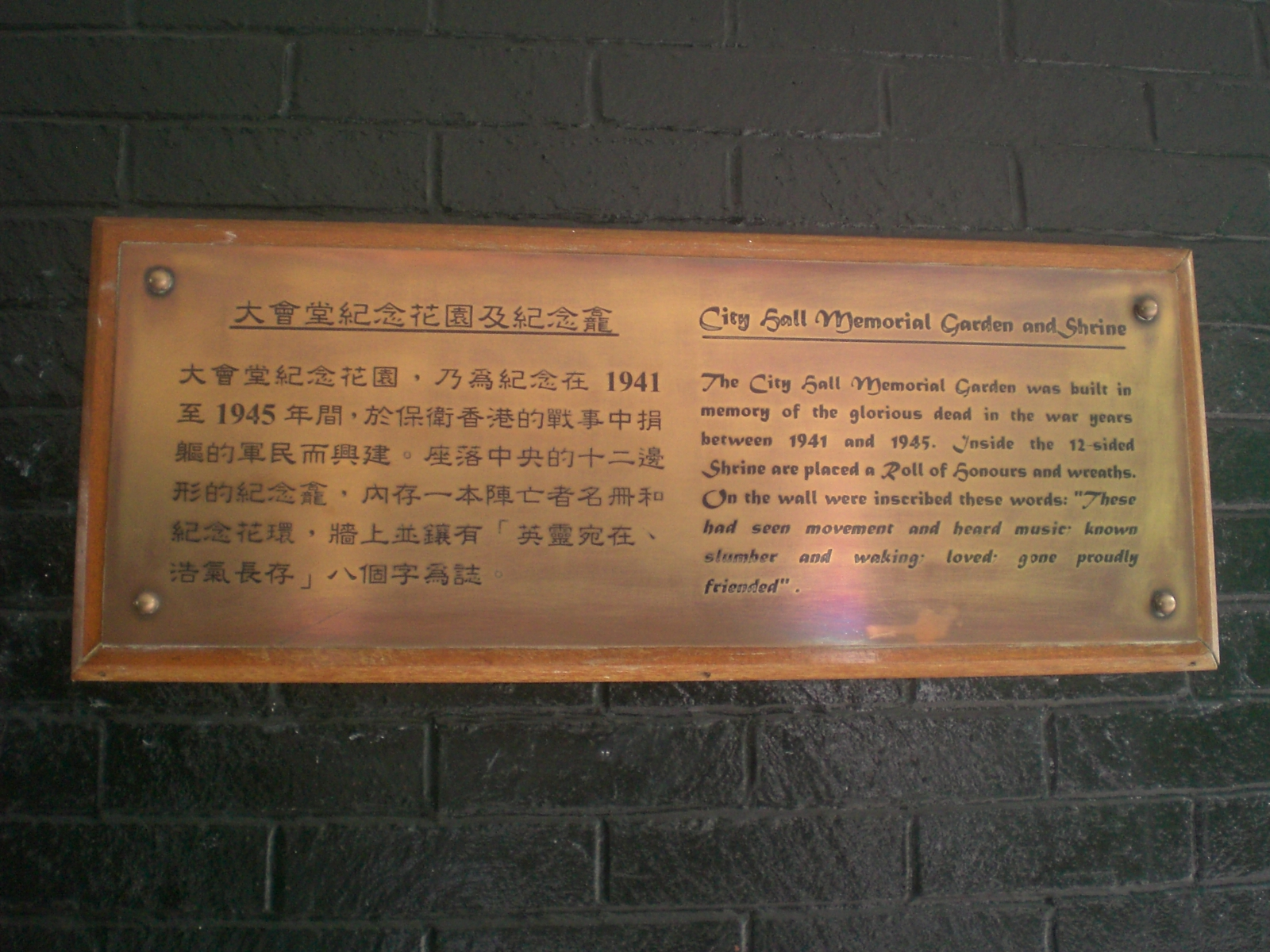
牌匾紀念
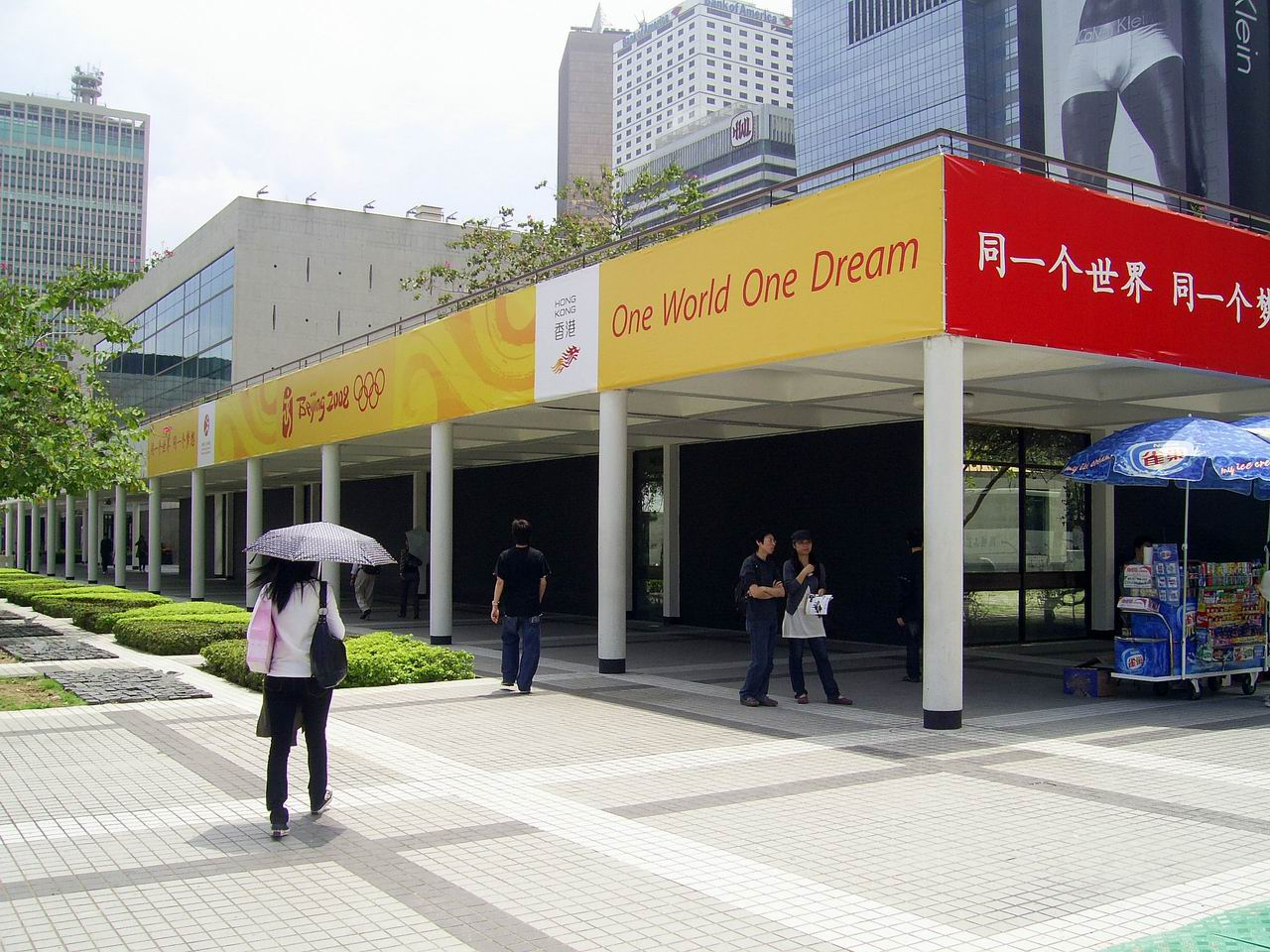
圍繞花園的「L」形行人走廊，上方平台是觀賞維港的理想地點
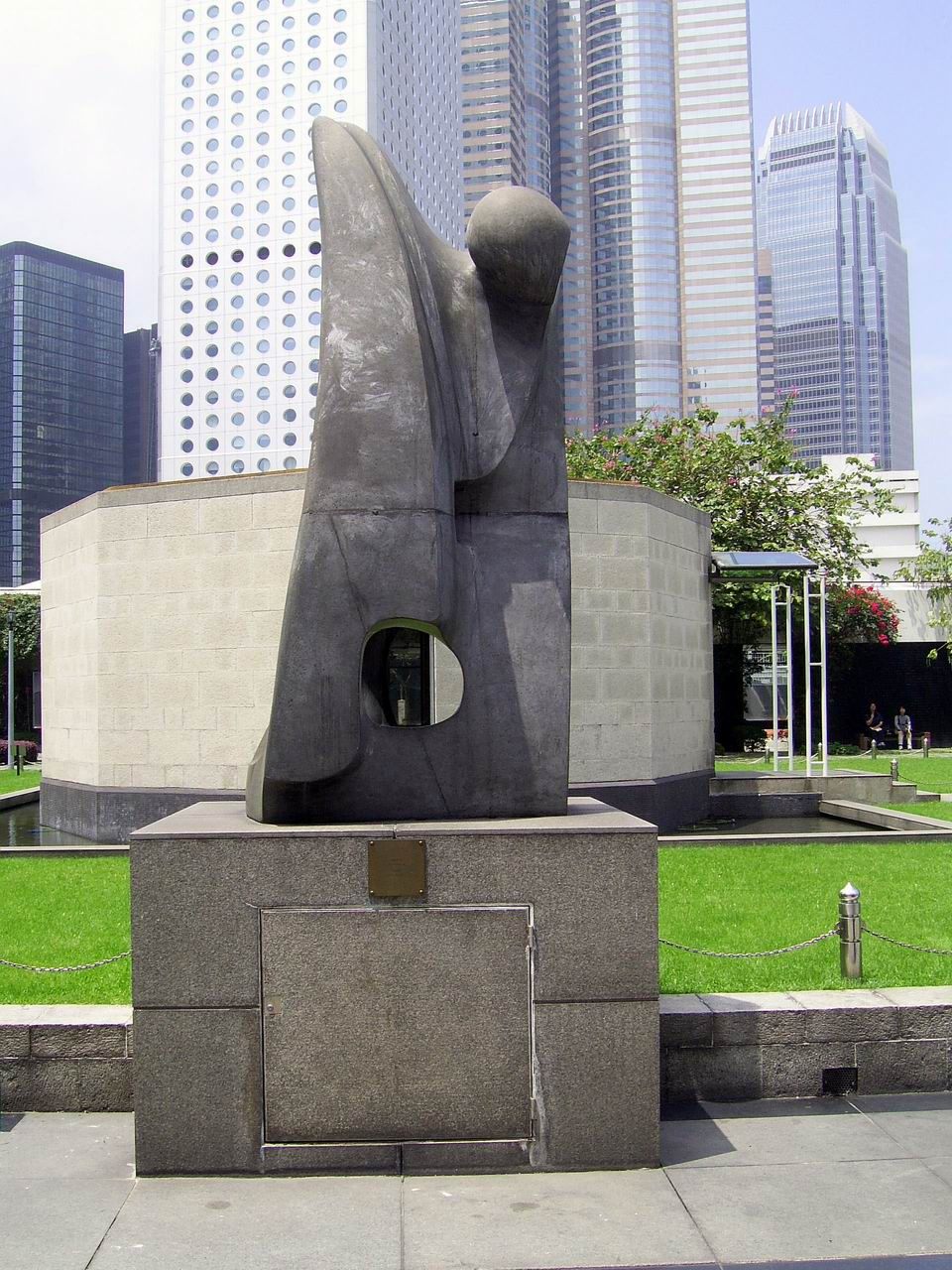
胡文偉名為《她》的雲石雕塑
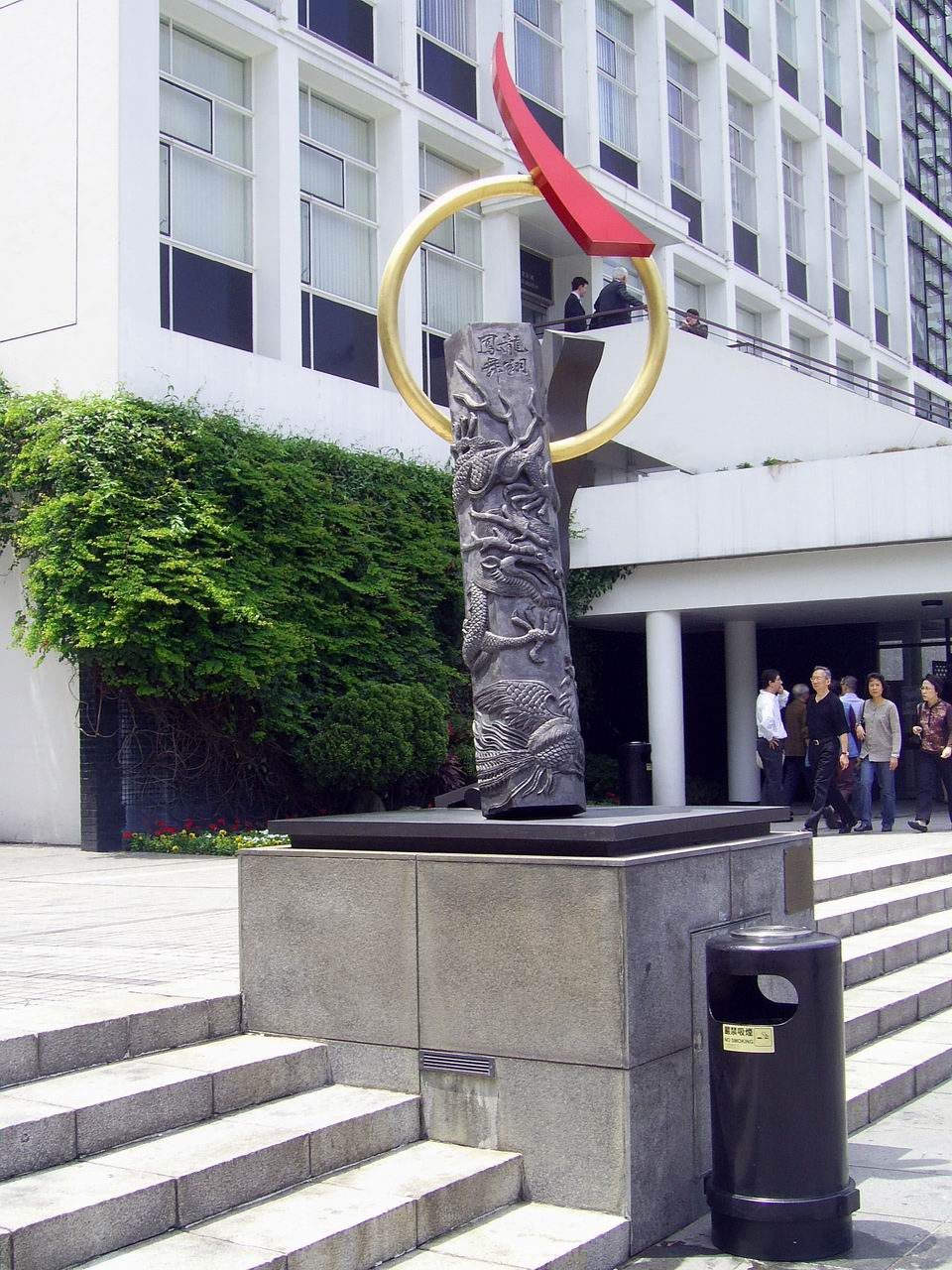
梁巨廷獲「公眾藝術計劃2002」委聘製作的銅雕－《緣的交往》

## 翻新工程
紀念花園於1993年進行重新設計，由建築署建築師馮永基為首團隊負責，引用中軸線概念以彰顯紀念龕的重要角色，並以動態區和靜態區劃分空間布局，藉此優化功能。而原有的水池改為閒座區。

## 市政局時間囊
前市政局為紀念香港主權移交中國，1997年6月在紀念花園埋放「時間囊」。
適逢香港大會堂落成50周年，2012年3月28日下午3時，由前市政局主席梁定邦主持了前市政局時間囊開啟儀式，出席嘉賓除了約三十名前市政局議員或其代表，還包括康樂及文化事務署署長馮程淑儀及食物環境衞生署署長梁卓文。「時間囊」收藏了由當年議員提供的個人物品，還有前市政局年報、五年計劃和其他發展項目與大型計劃的圖則和繪圖等。

## 外部連結
- 康文署：紀念花園